# Contea di Eryuan
La contea di Eryuan (洱源县S, Ěryuán XiànP) è una contea della Cina, situata nella provincia di Yunnan e amministrata dalla prefettura autonoma bai di Dali.